# 교향곡 1번 (스크랴빈)
교향곡 1번 마장조 Op.26 ‘예술적인 시’는 알렉산드르 스크랴빈이 1900년에 완성한 교향곡이다. 2명의 독창자와 혼성 합창이 종결 악장에 도입된 성악교향곡이며, 총 6악장의 야심찬 역작이다. 그의 다른 후속 교향곡인 '~의 시'라는 표제에 빗대어 '예술적인 시'라는 부제로 불리기도 한다. 이 예술지상주의 작품은 스크랴빈의 신지학에 일찍부터의 경도를 보여주는 실례로서 중요하다.

## 개요
1898년 가을부터 모스크바 음악원 피아노 교수로 취임한 스크랴빈은 1899년 여름부터 1900년 4월까지 모스크바에서 교향곡 1번을 작사, 작곡했다. 그러나 이것이 최초의 관현악 작품이 아니라 1896년에 작품번호 없이 교향적 시곡을, 이어 1896년부터 1897년에 피아노 협주곡 올림바단조 작품 20을, 그리고 1898년에 관현악 소품인 몽상전주곡 작품 24를 작곡했다.

## 초연
1900년 11월 11일 상트페테르부르크에서 아나톨리 랴도프의 지휘로 초연되었는데, 이때는 6악장을 포함하지 않는 공연이었다. 첫 전악장 연주는 1901년 5월 16일 모스크바에서 바실리 사포노프의 지휘로 이뤄졌다. 러시아 음악평론가들의 반응은 압도적으로 부정적이거나 아니면 무관심했다. 특히 선전적이고 현학적 느낌이 나는 합창 피날레를 계기로 초연 후 상당수 지휘자가 6악장을 할애하려 했다. 
스크랴빈 작품의 출판인으로 비호자였던 미트로판 베랴예프는, 당연히 《교향곡》. 제1번》도 발행하고 있지만, 대규모의 큰 작품에 대한 스크랴빈의 야망이 거의 아무것도 가져오지 않았으니, 차기작을 합창으로 시작하게 하려는 것은 그만 두라고 스크랴빈에게 경고했다. (실제로 당초 스크랴빈은 합창을 붙힐 계획을 갖고 있었으나 나중에 철회했다.)
아서 이글필드 하루는, 전악장 초연 후 15년 후에, "'교향곡 1번'은, 매우 아름다운 걸작이다"라고 평했다.

## 악기편성
플루트 3(3번은 피콜로 겸함), 오보에 3, 클라리넷 3, 바순 3, 호른 4, 트럼펫 3, 트롬본 3, 튜바, 팀파니, 글로켄슈필, 하프, 현5부
- 성악: 테너, 소프라노 독창, 혼성 합창

## 연주시간
- 약 50분 (각 악장은 8분, 9분, 10분, 3분, 7분, 13분)

## 구성
6악장 구성은 고전적인 4악장 교향곡에서 파생됐는지 모르지만, 서두악장의 완만한 도입부뿐 아니라 최종악장 종결부(베토벤의 합창교향곡을 양식으로 한 찬가에 의한 종결) 역시 독립된 악장으로 떼어낼 수 있다. 여러 악장에서 주제끼리 서로 연관지어지고 있다. 예를 들어 6악장의 도입부는 1악장의 결말로 이어져 있다.
- 제1악장: Lento (느리게) 마장조

명상적 서정적 기조는 앞의 관현악곡 '몽상전주곡'을 떠올리게 한다. 지배적인 주제는 세 가지가 있으며, 온음계적인 제1주제, 반음계적인 제2주제, 오음계 음계에 의한 제3주제이다.
- 제2악장:  Allegro dramatico (극적으로 빠르게) 마단조

소나타 형식에 의한 악장이다. 첫번째 주제는 짧게 뛰는 것과 같은 동기 요소에 의해 형성되고 그 다음에 칸타빌레 연주 후 악절이 이어진다.
- 제3악장: Lento (느리게) 나장조

이어서 ABA 형식의 악장이 온다. 바그너를 연상시키는 트리스탄 화음이 펼쳐진다.
- 제4악장 Scherzo: Vivace (스케르초: 매우 빠르게) 다장조

트리오가 딸린 스케르초로서 구성되어 피콜로나 글로켄슈필, 바이올린 독주에 의해서 매력적인 악기 연주가 나온다.
- 제5악장 Allegro (빠르게) 마단조

다시 소나타 형식의 악장이 이어져 기악곡의 종결 역할을 한다.
- 제6악장 Andante (느리게) 마장조

마지막 악장은 예술의 탁월성에 바치는 찬가이다(모든 것보다 더 뛰어난 예술의 힘은 스크랴빈의 작품들과 공통되는 주제이다). 기악의 도입부 뒤에 성악가 2명이 스크랴빈 자신이 작사한 6연의 '예술의 찬가' 중 첫 2연을 부른다. 메조소프라노의 노래 시작은 '오, 신과 숭고한 예술과 조화의 지고의 상징이여, 그대 앞에 우리는 바친 것으로서 찬사를 보낸다.'이다. 마지막에 합창이 되는 부분을, 힘찬 푸가가 차지한다. 메조소프라노와 테너의 2중창 뒤에 합창은 '지상의 전능하신 지배자이시여, 그대는 사람을 흔들어 영광스러운 행동을 함께하리라. 만인이여 모여라, 예술 밑에. 우리들이 예술의 찬가를 부르자.'라고 노래한다.

## 가사
이 곡의 가사는 스크랴빈이 직접 작사한 것으로 문학에도 어느 정도 재능이 있는 것울 보여 주는 것이며, 그가 신지학으로 예술을 어떻게 받아들었지 생각이 담아있다.
О дивный образ Божества,
Гармоний чистое искусство!
Тебе приносим дружно мы
Хвалу восторженного чувства.
Ты жизни светлая мечта,
Ты праздник, ты отдохновенье,
Как дар приносишь людям ты
Свои волшебные виденья.
В тот мрачный и холодный час,
Когда душа полна смятенья,
В тебе находит человек
Живую радость утешенья.
Ты силы, павшие в борьбе,
Чудесно к жизни призываешь,
В уме усталом и больном
Ты мыслей новый строй рождаешь.
Ты чувств безбрежный океан
Рождаешь в сердце восхищённом,
И лучших песней песнь поёт,
Твой жрец, тобою вдохновлённый.
Царит всевластно на земле
Твой дух, свободный и могучий,
Тобой поднятый человек
Свершает славно подвиг лучший.
Придите, все народы мира,
Искусству славу воспоём!
Слава искусству,
Вовеки слава!

## 참고 문헌
- Igor Fjodorowitsch Belsa: Alexander Nikolajewitsch Skrjabin. Verlag Neue Musik, Berlin 1986. ISBN 3-7333-0006-8
- Gottfried Eberle: Ich erschaffe dich als vielfältige Einheit. Entwicklungslinien in Alexandr Skrjabins Symphonik. In: Alexander Skrjabin und die Skrjabinisten. Hrsg. v. Heinz-Klaus Metzger, Rainer Riehn. Musik-Konzepte. Bd 32/33. edition text+kritik, München 1983, S.42-68. ISBN 3-88377-149-X
- Wulf Konold (Hrsg.): Lexikon Orchestermusik Romantik. S-Z. Piper/Schott, Mainz 1989. ISBN 3-7957-8228-7
- Sigfried Schibli: Alexander Skrjabin und seine Musik. Piper, München/Zürich 1983. ISBN 3-492-02759-8